# Kwiryna Ziemba
Kwiryna Ziemba (ur. 26 września 1957 w Gdańsku) – polska historyk literatury, związana z Uniwersytetem Gdańskim.

## Życiorys
Jest absolwentką IX Liceum Ogólnokształcącego w Gdańsku i studiów polonistycznych na Uniwersytecie Gdańskim (1980). Pracę magisterską napisała pod kierunkiem Marii Janion. Po studiach rozpoczęła pracę na macierzystej uczelni. W 1990 obroniła pracę doktorską Problemy egzystencji w poezji Jana Kochanowskiego. Prolegomena do interpretacji "Trenów" napisaną pod kierunkiem Jadwigi Kotarskiej. W latach 1991–1994 przebywała na stażu naukowym na Uniwersytecie we Fryburgu, w latach 1995-1998 była lektorem języka polskiego na Uniwersytecie Turyńskim. W 2007 uzyskała na UG stopień doktora habilitowanego na podstawie pracy Wyobraźnia a biografia. Młody Słowacki i ciągi dalsze.